# 6030 Zolensky
6030 Zolensky este un asteroid din centura principală de asteroizi.

## Descriere
6030 Zolensky este un asteroid din centura principală de asteroizi. A fost descoperit pe 7 martie 1981 la Siding Spring de Schelte J. Bus. Asteroidul prezintă o orbită caracterizată de o semiaxă mare de 3,15 ua, o excentricitate de 0,06 și o înclinație de 5,3° în raport cu ecliptica.